# La flor azul
La flor azul es una novela de 1995 de la autora británica Penelope Fitzgerald. Se trata de un interpretación ficticia de los primeros años de la vida de Friedrich von Hardenberg que, bajo el seudónimo de Novalis, se convirtió más tarde en un practicante del romanticismo alemán.
Publicada por primera vez en tapa dura por Flamingo, la novela se convirtió en el primer título en rústica ofrecido por Mariner Books, entonces un nuevo sello de Houghton Mifflin. Mariner Books siguió publicando ediciones en rústica de todos los libros de Penelope Fitzgerald.
En 2012 The Observer nombró La flor azul como una de "las diez mejores novelas históricas".

## Ambientación
La novela está basada en la vida de Friedrich von Hardenberg (1772-1801) antes de hacerse famoso con el nombre de Novalis. Abarca los años que van de 1790 a 1797, cuando von Hardenberg era un estudiante de historia, filosofía y derecho en las universidades de Jena, Leipzig y Wittenberg, y antes de comenzar su vida profesional.

## Argumento
En 1794, von Hardenberg, de 22 años, se siente místicamente atraído por Sophie von Kühn, de 12 años, una elección improbable para un intelectual de noble cuna, dada la edad de Sophie y su falta de educación y cultura, así como su sencillez física y sus insignificantes perspectivas materiales. La pareja se compromete un año más tarde, pero no llega a casarse, ya que Sophie muere de tisis pocos días después de cumplir los 15 años.
La flor azul del título de la novela es el tema del que trata el primer capítulo de una historia que von Hardenberg está escribiendo. En él, un joven anhela ver la flor azul que "yace incesantemente en su corazón, para no poder imaginar ni pensar en otra cosa". Von Hardenberg lee el borrador de su capítulo a Sophie y a otros, y se hace la siguiente pregunta "¿cuál es el significado de esta flor azul?". En la novela no se llega a dar una respuesta definitiva, dejando que el lector interprete y llegue a sus propias conclusiones.

## Trasfondo
La primera vez que Fitzgerald se topó con la idea de que las flores azules tenían un significado literario fue en "El zorro", un cuento de D. H. Lawrence. La primera vez que se interesó por Novalis fue a principios de la década de 1960, después de escuchar una adaptación musical de sus místicos Himnos a la noche. Más tarde investigó sobre Burne-Jones y su lenguaje de las flores, y descubrió que su suegro, George MacDonald, era un entusiasta de Novalis.
Al final de la anterior novela de Fitzgerald, La librería, se menciona una genciana, una flor azul que se ha desvanecido hasta quedar sin color, que ha sido prensada en uno de los dos libros. En otra de sus novelas, The Beginning of Spring, Selwyn hace un delirio sobre el "arroyo azul que fluye suavemente sobre nuestras cabezas", una cita no atribuida de Novalis.

## Recepción y crítica
En una introducción a la novela en 2010, Frank Kermode la calificó como "la mejor obra de esta novelista extraordinariamente dotada". The New York Times Book Review opinó que "no hay mejor introducción que esta novela a la exaltación intelectual de la era romántica...". En The New York Times, Michael Hofmann la calificó como "un libro bastante asombroso, una obra maestra". La novela ha atraído la atención de la crítica y tiene un capítulo propio en Understanding Penelope Fitzgerald, de Peter Wolfe, y en Penelope Fitzgerald, de Hermione Lee: A Life, de Hermione Lee.

## Premios
La flor azul ganó el premio del Círculo Nacional de Críticos de Libros de ficción en 1997.